# Maurus Muldoon
Tomás Andrés Mauro Muldoon (ur. 8 sierpnia 1938 w Bostonie, zm. 14 czerwca 2024 w Framingham) – amerykański duchowny rzymskokatolicki, w latach 1984-1987 prałat terytorialny i 1987-2012 biskup diecezjalny Juticalpa.

## Życiorys
Urodził się w Stanach Zjednoczonych. Święcenia kapłańskie przyjął 11 czerwca 1966. 24 lipca 1984 został prekonizowany prałatem terytorialnym Inmaculada Concepción en Olancho (z siedzibą w Juticalpa). Sakrę biskupią otrzymał 8 października 1984. 31 października 1987 objął urząd biskupa diecezjalnego. 2 lutego 2012 zrezygnował z urzędu.